# Juris Grustiņš
Juris Grustiņš (22. července 1947 – srpen 2006) byl sovětský atlet, běžec na dlouhé tratě, halový mistr Evropy v běhu na 3 000 metrů.

## Sportovní kariéra
Největším úspěchem pro něj byl titul halového mistra Evropy v běhu na 3000 metrů v roce 1972. Jeho osobní rekord v běhu na 5000 metrů 13:34,2 je k dubnu 2018 stále lotyšským rekordem.